# Stowarzyszenie Bibliotekarzy Polskich
Stowarzyszenie Bibliotekarzy Polskich, SBP – ogólnopolska organizacja pozarządowa o charakterze naukowym i zawodowym środowiska bibliotekarskiego.
SBP zrzesza bibliotekarzy, pracowników informacji naukowej, pracowników naukowych zajmujących się bibliotekoznawstwem i informacją naukową oraz inne osoby związane z bibliotekarstwem i informacją naukową.

## Historia
SBP powstało w 1917 jako Związek Bibliotekarzy Polskich, a w latach 1946–1953 działało pod nazwą Związek Bibliotekarzy i Archiwistów Polskich. Od 1927 SBP jest członkiem Międzynarodowej Federacji Stowarzyszeń i Instytucji Bibliotekarskich.
W 1976 SBP zostało odznaczone Krzyżem Komandorskim Orderu Odrodzenia Polski.
Stowarzyszenie jest członkiem założycielem Koalicji Otwartej Edukacji (2008).
Stowarzyszenie współpracuje od 2007 z Fundacją Rozwoju Społeczeństwa Informacyjnego.

### Przewodniczący SBP[4]
- Ignacy Tadeusz Baranowski (1917)
- Mieczysław Rulikowski (1917-1919; 1920-1922)
- Zygmunt Batowski (1919-1920)
- Edward Chwalewik (1922-1924)
- Faustyn Czerwijowski (1924-1926)
- Edward Wilhelm Kuntze (1926-1933)
- Stefan Vrtel-Wierczyński (1933-1939)
- Adam Gracjan Łysakowski (1938-1949)
- Adam Stebelski (1949-1953)
- Andrzej Grodek (1953-1956)
- Bogdan Horodyski (1957-1965)
- Jan Alojzy Baumgart (1966-1969)
- Stanisław Badoń (1969-1972)
- Witold Stankiewicz (1972-1981)
- Stefan Kubów (1981-1989)
- Stanisław Czajka (1989-2001)
- Jan Wołosz (2001-2005)
- Elżbieta Stefańczyk (2005-2017)
- Joanna Pasztaleniec-Jarzyńska (2017-2021)
- Barbara Budyńska (2021–2025)[5].
- Jerzy Woźniakiewicz (2025–)[6]

## Struktura
- Zarząd Główny

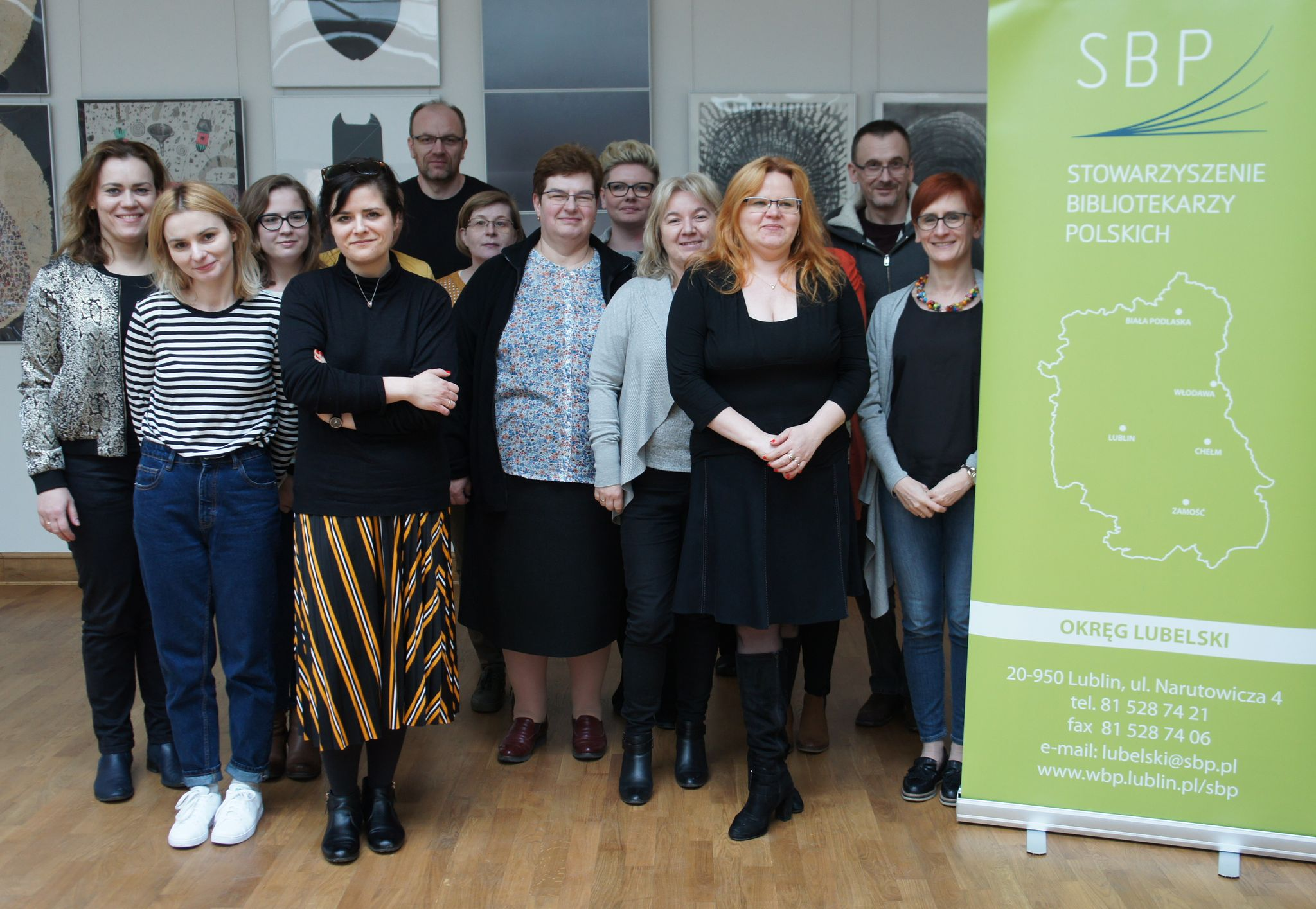
Członkowie Okręgu Lubelskiego Stowarzyszenia Bibliotekarzy Polskich

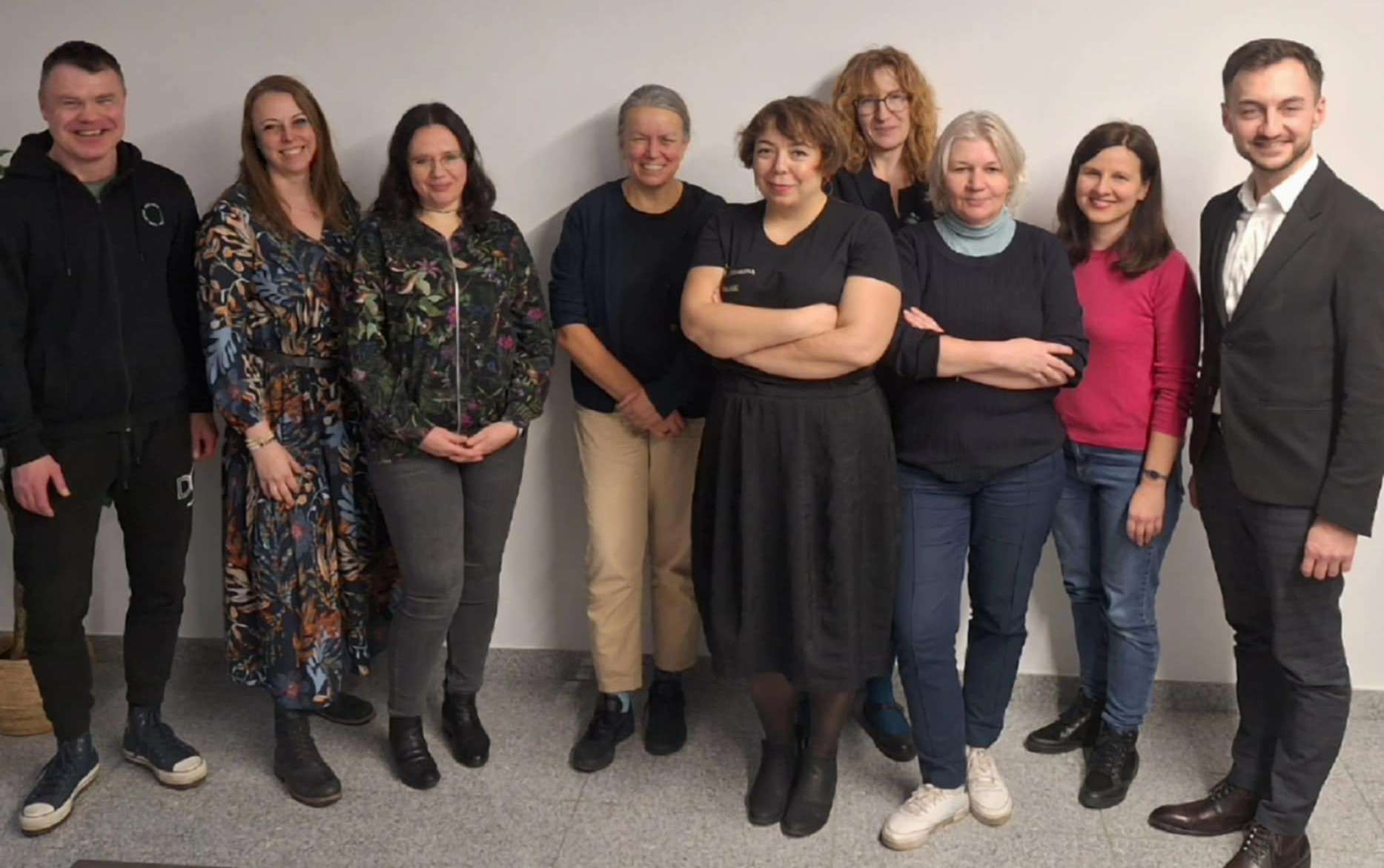
Członkowie Okręgu Wielkopolskiego Stowarzyszenia Bibliotekarzy Polskich – 2025 r.

  - przewodniczący – od 2025 Jerzy Woźniakiewicz[6]
- Okręgi – 16 (Wrocław, Toruń, Lublin, Zielona Góra, Łódź, Kraków, Warszawa, Opole, Rzeszów, Białystok, Gdynia, Katowice, Kielce, Olsztyn, Poznań, Szczecin)
- Oddziały – 58
- Koła
- Sekcje:
  - Sekcja Bibliotek Muzycznych
  - Sekcja Bibliotek Naukowych
  - Sekcja Bibliotek Pedagogicznych i Szkolnych
  - Sekcja Bibliotek Publicznych
  - Sekcja Bibliotek Niepaństwowych Szkół Wyższych
  - Sekcja Czytelnictwa Chorych i Niepełnosprawnych
  - Sekcja Fonotek
- Komisje:
  - Komisja Nowych Technologii
  - Komisja Edukacji Informacyjnej
  - Komisja Ochrony i Konserwacji Zbiorów
  - Komisja Odznaczeń i Wyróżnień
  - Komisja Opracowania Rzeczowego Zbiorów
  - Komisja Wydawnictw Elektronicznych
  - Komisja Zarządzania i Marketingu
- Zespoły:
  - Grupa Robocza ds. Współpracy Międzynarodowej
  - Zespół ds. Bibliografii Regionalnej

## Cele organizacji
Zgodnie ze statutem, celem Stowarzyszenia jest służba społeczna dla bibliotekarstwa i informacji naukowej w Polsce, rozbudzanie aktywności zawodowej oraz kształtowanie i upowszechnianie nowoczesnej myśli bibliotekarskiej, a w szczególności:
- czynny współudział w tworzeniu zasad polityki bibliotecznej, informacyjnej i wydawniczej
- dążenie do zachowania piśmiennictwa dla kultury narodowej i rozwoju czytelnictwa
- inspirowanie, rozwijanie i popieranie zainteresowań naukowych oraz doskonalenie umiejętności fachowych członków Stowarzyszenia
- rozbudzanie i popieranie inicjatyw zawodowych i społecznych bibliotekarzy oraz pracowników informacji naukowej
- integracja środowiska zawodowego
- podnoszenie społecznego prestiżu i ochrona zawodu oraz warunków jego wykonywania
- kształtowanie właściwych postaw etycznych i społecznych bibliotekarzy i pracowników informacji naukowej[1].

## Wydawnictwo SBP
Wydawnictwo SBP jest wiodącym, ogólnopolskim wydawnictwem wyspecjalizowanym w literaturze z zakresu bibliotekoznawstwa i informacji naukowej.

### Czasopisma
- „Bibliotekarz” – miesięcznik (wydawany od 1929)
- „Przegląd Biblioteczny” – kwartalnik (wydawany od 1927)
- „Poradnik Bibliotekarza” – miesięcznik (wydawany od 1949)
- „Zagadnienia Informacji Naukowej” – półrocznik (wydawany od 1971)
- „Biuletyn Informacyjny ZG SBP” – kwartalnik (wydawany od 1957)
- „Expres ZG SBP” – miesięcznik (wydawany od 2002)
- „Zarządzanie Biblioteką” – rocznik, recenzowane czasopismo naukowe wydawane od 2009 w ramach działalności Komisji Zarządzania i Marketingu. Poświęcone jest zarządzaniu i organizacji bibliotek oraz ośrodków zajmujących się szeroko rozumianym przetwarzaniem i udostępnianiem informacji[7]

### Serie wydawnicze
- Nauka – Dydaktyka – Praktyka (1994)
- Propozycje i Materiały (1995)
- Bibliotekarze Polscy we Wspomnieniach Współczesnych (1991)
- Formaty i Kartoteki – FO-KA (1997)
- Biblioteczka Poradnika Bibliotekarza (2002)

## Elektroniczna Biblioteka Pedagogiczna
Elektroniczna Biblioteka Pedagogiczna Stowarzyszenia Bibliotekarzy Polskich jest serwisem adresowanym do bibliotekarzy bibliotek pedagogicznych i szkolnych oraz kadry zarządzającej, utworzonym w 2002 przez grupę wolontariuszy z 13 bibliotek pedagogicznych. Stanowi platformę wymiany doświadczeń i informacji dla nauczycieli bibliotekarzy oraz miejsce integracji tej grupy zawodowej. Gromadzi i udostępnia informacje, propaguje przykłady dobrej praktyki w bibliotekach pedagogicznych oraz zachęca do korzystania z nowych technik informatycznych.

## Konkursy
Stowarzyszenie Bibliotekarzy Polskich jest organizatorem ogólnopolskich konkursów:
- Mistrz Promocji Czytelnictwa,
- Bibliotekarz Roku,
- Konkurs na Plakat Tygodnia Bibliotek,
- Konkurs na najciekawsze wydarzenie organizowane w ramach Tygodnia Bibliotek.